# Cenocoelius ornatipennis
Cenocoelius ornatipennis är en stekelart som beskrevs av Cameron 1887. Cenocoelius ornatipennis ingår i släktet Cenocoelius och familjen bracksteklar. Inga underarter finns listade.